# Mesoraphidia parvula
Mesoraphidia parvula là một loài côn trùng trong họ Mesoraphidiidae thuộc bộ Raphidioptera. Loài này được Martynov miêu tả năm 1925.